# Anthyllis tejedensis
La flor de bolina o vulneraria amarilla (Anthyllis tejedensis) es una especie de la familia de las fabáceas.

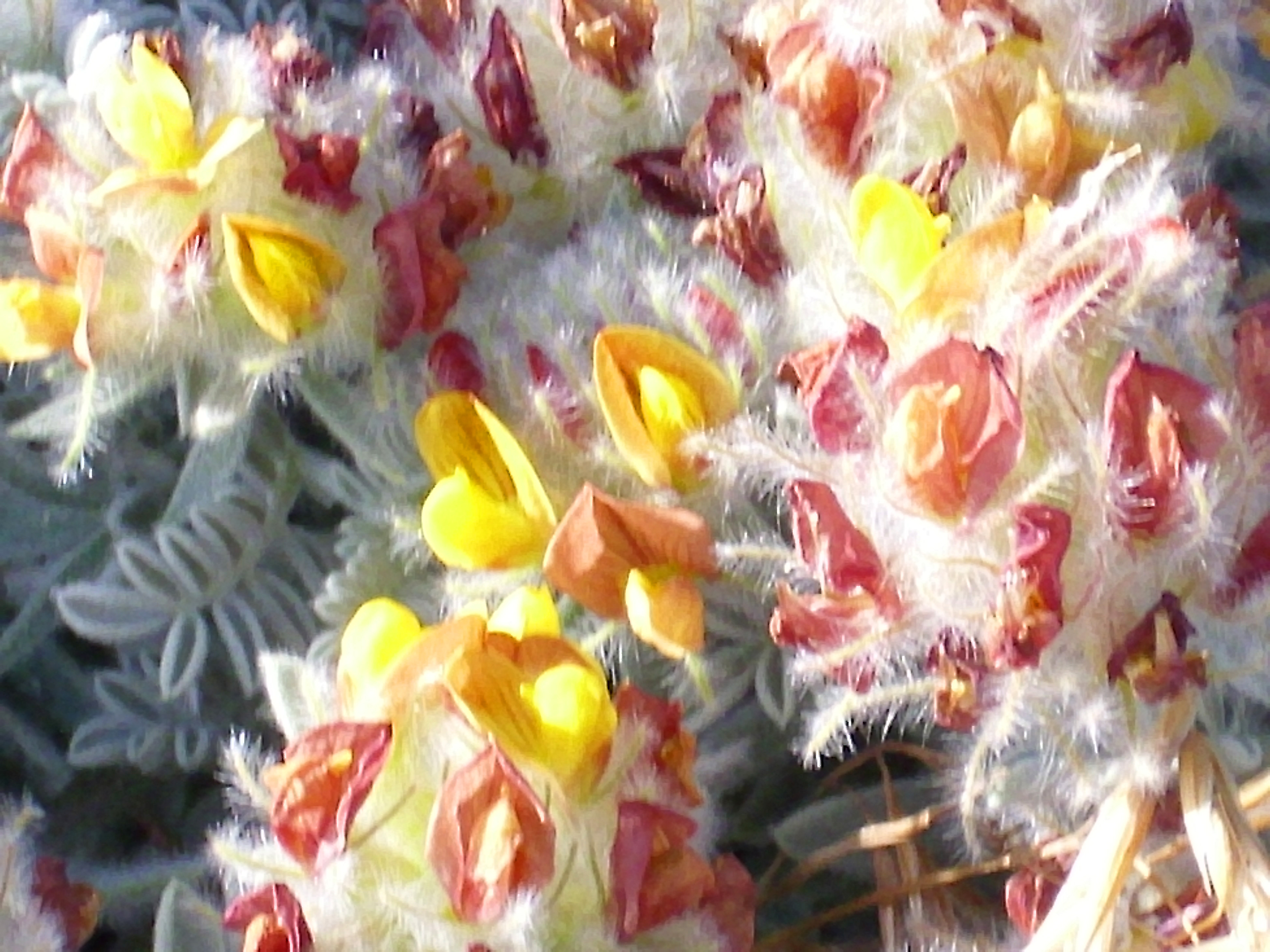
Flores

## Descripción
Es algo leñosa y enraiza entre piedras y peñascos con frecuente postura tendida o hemisférica. En las cabecillas de flores los cálices son velludos, con los dientes más largos que el tubo y las corolas cambian del amarillo al naranja y al marrón según la edad.

## Distribución y hábitat
Las sierras de Tejeda y Almijara, entre Málaga y Granada, muestran una flora peculiarmente interesante con abundantes endemismos y constituyen la sede de muchas plantas raras y curiosas. Aparte de en las sierras citadas crece también en otras sierras calizas andaluzas (Cázulas, Trevenque, Grazalema, Alfaguara, etc.,) y en las del norte de África.

## Taxonomía
Anthyllis tejedensis fue descrita por Pierre Edmond Boissier y publicado en Elenchus Plantarum Novarum 35. 1838.
Etimología
Anthyllis: nombre genérico que provine del griego antiguo anthyllís = "planta florida"; anthýllion = "florecilla"; de anthos = "flor"). El género fue establecido por Rivinus y revalidado por Linneo para plantas que nada tienen que ver con las dichas; aunque ya Dodonaeus y Lobelius incluían entre sus Anthyllis plantas de las que hoy llamamos así.
tejedensis: epíteto latíno 